# Lekėčiai
Lekėčiai är en ort i Marijampolė län i södra Litauen. Enligt folkräkningen från 2011 har staden ett invånarantal på 848 personer.

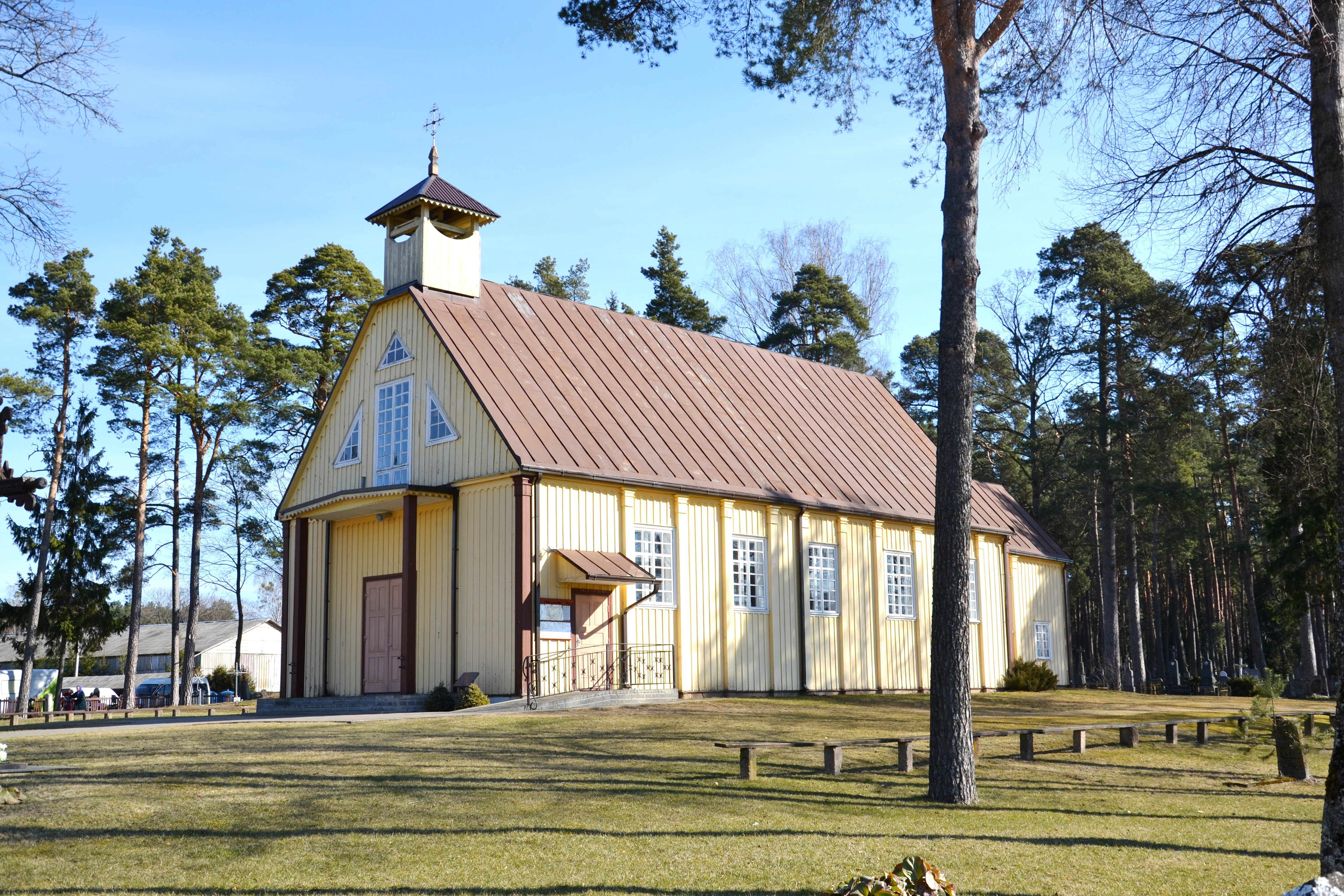
S:t Kasimirs kyrka i Lekėčiai